# Імстичівська сільська рада
| Імстичівська сільська рада — колишній орган місцевого самоврядування у Іршавському районі Закарпатської області з адміністративним центром у с. Імстичово. Розташована в передгірській частині Боржавської долини. Сільській раді були підпорядковані населені пункти: - с. Імстичово Присілки — Загірка, Бистрий, Гарпашовиця, Бокочовиця, Гандал, Дерен, Левош, Грабовиця. Рада складалася з 18 депутатів та голови. |

## Керівний склад сільської ради
| ПІБ                      | Основні відомості                                                 | Дата обрання | Дата звільнення |
| ------------------------ | ----------------------------------------------------------------- | ------------ | --------------- |
| Енеді Петро Степанович   | Сільський голова, 1963 року народження, освіта, безпартійний      | 26.03.2006   | 31.10.2010      |
| Вашкеба Михайло Іванович | Сільський голова, 1967 року народження, освіта вища, безпартійний | 31.10.2010   |                 |

Примітка: таблиця складена за даними джерела

## Архітектурні та історичні пам'ятки
- греко-католицький монастир о. Василіан (XVI ст.)
- православна церква Пресвятої богородиці — 1700 р.
- водяний млин в присілку Бистрий.

## Природні багатства
Поклади андезитового каменю.

## Відомі вихідці
- Іоаникій Зейкан (1654—1674 р.р.) — єпископ, засновник Імстичівського монастиря;
- Іван Олексійович Зейкан — 17ст. — єпископ, дипломат царя Петра І;
- Петро Світлик — народний учитель та композитор;
- Іван Горзов — доктор медичних наук, професор;
- Марія Василівна Клепар — доцент, кандидат педагогічних наук.

## Населення
Згідно з переписом УРСР 1989 року чисельність наявного населення сільської ради становила 2595 осіб, з яких 1237 чоловіків та 1358 жінок.
За переписом населення України 2001 року в сільській раді мешкало 2729 осіб.

### Мова
Розподіл населення за рідною мовою за даними перепису 2001 року:
| Мова       | Відсоток |
| ---------- | -------- |
| українська | 99,41 %  |
| російська  | 0,44 %   |
| угорська   | 0,07 %   |
| молдовська | 0,04 %   |
| словацька  | 0,04 %   |